# إدواردو مانتشا
إدواردو مانتشا هو لاعب كرة قدم برازيلي في مركز الدفاع، ولد في 24 نوفمبر 1995. لعب مع نادي بيركيركارا.

## وصلات خارجية
- إدواردو مانتشا على موقع رابطة كرة القدم اليابانية للمحترفين (اليابانية)
- إدواردو مانتشا على موقع قاعدة بيانات كرة القدم.إي يو (الإنجليزية)
- إدواردو مانتشا على موقع Soccerway.com (الإنجليزية)
- إدواردو مانتشا على موقع عالم كرة القدم.نت (الإنجليزية)